# Château de Saint-Mauris
Le château de Saint-Mauris est situé sur la commune de Saint-Maurice-de-Satonnay en Saône-et-Loire, à flanc de pente.

## Description
D'un enclos presque carré, il ne subsiste que deux côtés, constitués de vieux bâtiments agricoles disposés en L, sur l'angle extérieur desquels se dresse une tour circulaire percée d'une archère-canonnière. Une seconde tour flanque la façade d'un petit logis rectangulaire couvert d'un toit brisé, qui a été aménagé au XVIIIe siècle et au XIXe siècle à l'emplacement de la courtine orientale. Cette tour, qui domine nettement l'ensemble des constructions, est couverte d'un dôme de tuiles vernissées à égout retourné, couronné d'un lanternon.
Le portail monumental, édifié en 1629 par Laurent de Chevriers, dont les montants étaient décorés de douze écussons aux armes de ses prédécesseurs, a disparu à la fin du XVIIIe siècle.
Le château est une propriété privée et ne se visite pas.

## Historique

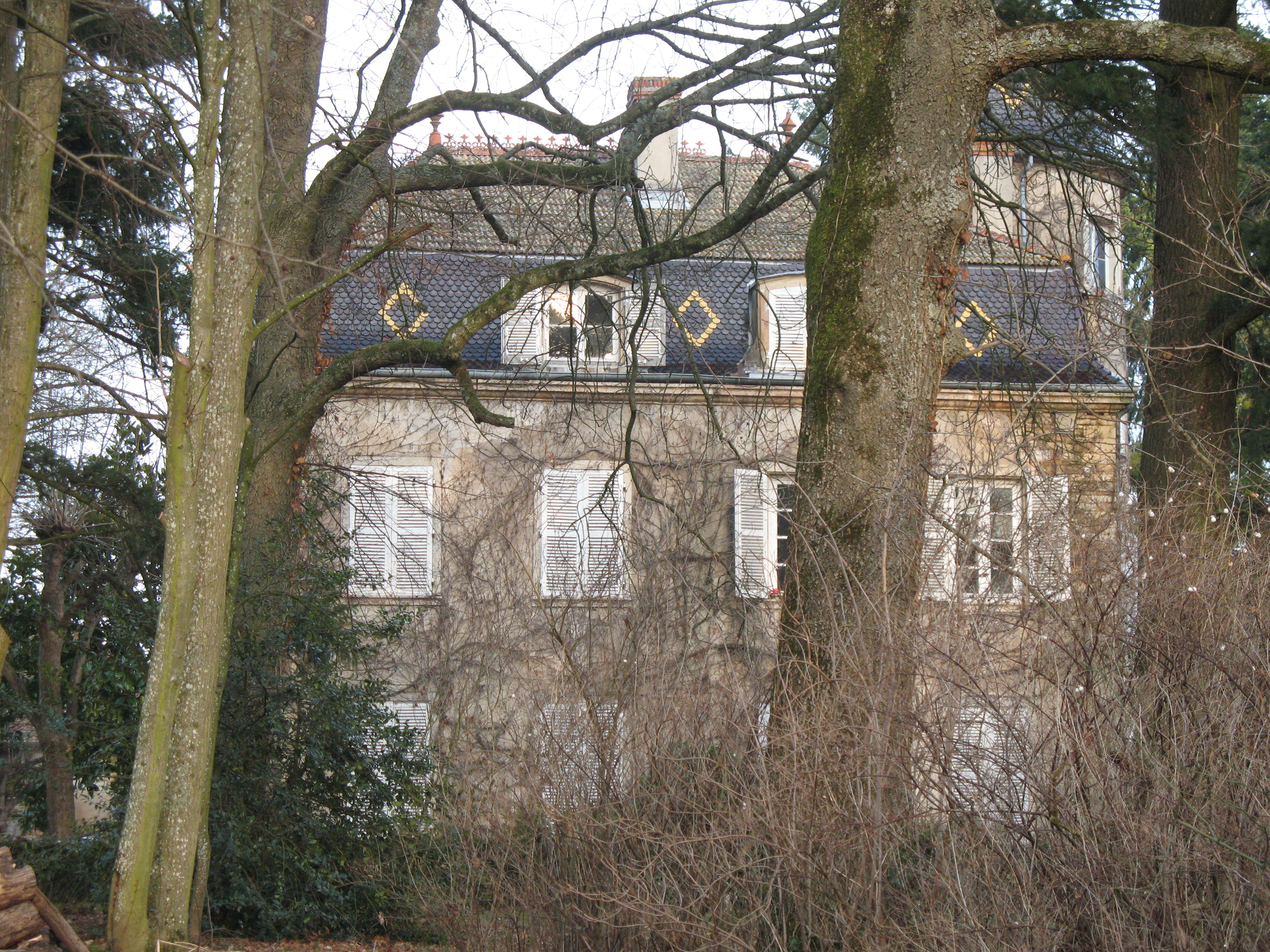
Saint-Mauris, pavillon au toit de tuiles vernissées

### Famille de Chevriers: duXIIIeauXVIesiècle
Au XIIIe siècle le château appartenait à la puissante famille de Chevriers, qui se prétend issue des comtes. En 1270, Pierre de Chevriers, seigneur de Saint-Mauris, accompagne Saint-Louis en Afrique. En 1629, Laurent de Chevriers décède. En 1641,c'est l'année du décès de François de Chevriers, comte de Saint-Mauris, frère du précédent, premier Grand Juge d'Armes nommé en 1615 par Louis XIII (cette fonction remplace le héraut d'armes).
- Honoré de Chevriers, comte de Saint-Mauris, fils du précédent
- Alexandre de Chevriers de Saint-Mauris son fils évêque de Saintes (1702-1710). Léonard de Chevriers, comte de Saint-Mauris, frère du précédent, est grand prieur d'Auvergne.

#### Fin de l'Ancien Régime

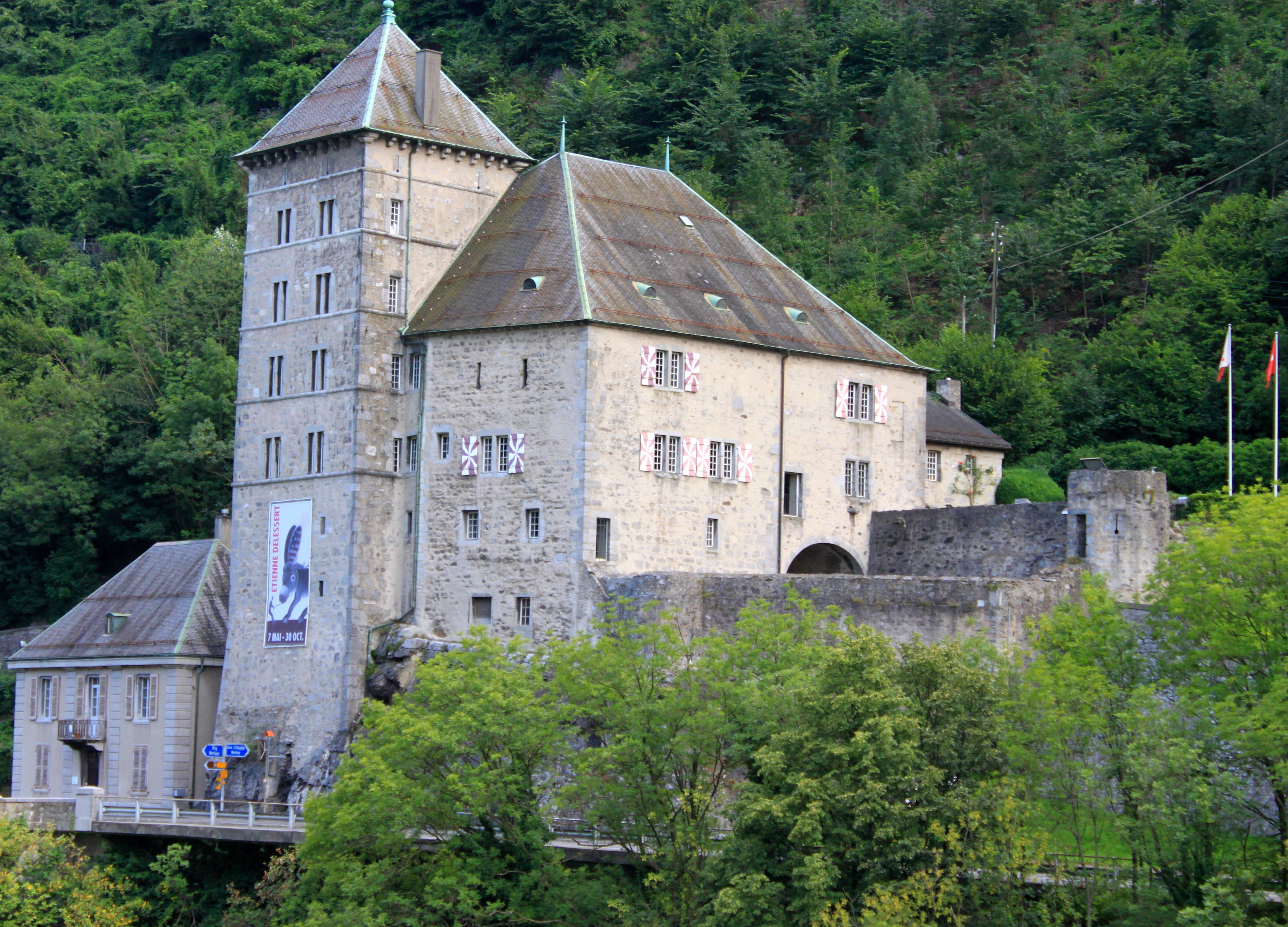
château

En 1783, les Chevriers lèguent l'ensemble à Gabrielle de Musy, veuve de Pierre, comte de Vallin, cousin germain du marquis de Chevriers. En 1792, le bien est séquestré.

### Époque plus récente

#### XIXesiècle
Le domaine passe entre les mains de propriétaires successifs.

#### XXesiècle
Il devient la propriété de M. Cléaud et de Mme Simon.

### Armoiries successives

#### Famille de Chevriers
Elles sont : D’argent à trois chevrons de gueules, à la bordure engrêlée d’azur.

#### Famille Vallin
Leurs armoiries sont : De gueules à la bande componée d’argent et d’azur de six pièces.